# Tisztelet Matrónái
A Tisztelet Matrónái a Frank Herbert alkotta A Dűne-univerzum szereplői. A Dűne: Káptalanház című regényben bukkannak fel először.

## Történet
Valamikor a Liga szerint – közelebbi dátum nem ismert – a Szétszóródásban egy Bene Gesseritekből és Halszólítókból álló csoport kiszabadít néhány, öntudatlan állapotban tartott, szaporítószervként használt tleilaxi nőt egy tleilaxi bolygóról. A kiszabadított nők tudatukra ébredve bosszút esküdnek, így létrejön a Tisztelet Matrónái csoport.
Ezek után, még mindig a Szétszóródás alatt, néhány Tisztelet Matrónája belefut Omnius Összehangolt világába. Megütköznek, ahol a Tisztelet Matrónái vereséget szenvednek. Ezek után Omnius elől menekülve visszatérnek a Régi Birodalomba.
Liga szerint 15229-ben a Bene Gesseritek rákényszerítik a Tisztelet Matrónáit a rakisi élet elpusztítására. Leto tudatának köszönhetően néhány rakisi féreg a bolygó mélyére bújik, így elkerülik a pusztítást. Eközben a Bene Gesserit elmenekít 1 homokférget a bolygóról. Rakis mellett a Tisztelet Matrónái elpusztítják a Bene Tleilax összes bolygóját. Néhány tleilaxi életben marad, mint a Tisztelet Matrónái foglyai, viszont az utolsó Mestert, Scytale nevezetűt, a Bene Gesserit ment meg.
A Bene Gesserit ellen fordulva elkezdik sorra pusztítani a bolygókat. A Bene Gesserithez csatlakozott Murbella átveszi a Rend irányítását, majd a Tisztelet Matrónáit beolvasztja a Bene Gesseritbe. Hosszas huzavona és csetepaté után a két rend végre egyesül és egyesült erővel lép fel Omnius ellen.